# Los Angeles Lakers
De Los Angeles Lakers is een basketbalploeg uit de NBA, die als thuisbasis Los Angeles heeft. De Lakers zijn historisch een van de meest succesvolle ploegen van de NBA. Ze hebben het hoogste aantal finaleplaatsen (32) en alleen de Boston Celtics wonnen de NBA-titel vaker (18).
De Lakers hebben ook het record van de meeste opeenvolgende overwinningen in één seizoen, namelijk 33. Verder staat de club bekend om het grote aantal sterren dat voor de club speelde, waaronder Jerry West, Wilt Chamberlain, Kareem Abdul-Jabbar, Magic Johnson, Shaquille O'Neal, Kobe Bryant en LeBron James.

## Teamgeschiedenis
De Lakers zijn ontstaan toen Ben Berger en Morris Chalfen in 1947 de Detroit Gems kochten van de National Basketball League, voor een bedrag van 15.000 USD. De ploeg kreeg een nieuwe thuisbasis in Minneapolis. Omdat de Gems de slechtste ploeg was van de NBL, mochten de Lakers als eerste kiezen tijdens de 'draft'. George Mikan werd als eerste gekozen. Later zou uitwijzen dat dit geen slechte keuze was, want Mikan zou zich ontwikkelen tot een van de beste centers van zijn tijd. De Lakers met Mikan, de nieuwe trainer John Kundla en een pak jonge spelers van de Universiteit van Minnesota wonnen het NBL-kampioenschap voor het seizoen 1947-48. Daarna verhuisde de Lakers samen met nog vier andere teams naar de Basketball Association of America. De Lakers werden kampioen in deze competitie in het seizoen 1948-49. De NBL en de BAA smolten samen in 1949 en zo werd de NBA gevormd.
De Minneapolis Lakers waren een van de dominerende ploegen in de eerste jaren van de NBA. Met Hall of Famers George Mikan, Vern Mikkelsen en Clyde Lovellette wonnen de Lakers vier kampioenschappen in vijf jaar (1950, 1952, 1953 en 1954).
Na hun verhuizing naar Los Angeles in 1960, bestond de ploeg uit Hall of Famers Elgin Baylor, Jerry West, Gail Goodrich en Wilt Chamberlain. Ondanks het vele talent in de ploeg, slaagden de Lakers er niet in om een kampioenschap te winnen en dit door toedoen van hun aartsrivalen, de Boston Celtics. De Lakers verloren zes finales in acht jaar tijd. Pas in 1972 slaagden ze erin om een kampioenschap te winnen onder leiding van trainer Bill Sharman. Het is ook tijdens dit seizoen dat ze hun record vestigden van de meeste opeenvolgende overwinningen (33).
Ondanks de aanwezigheid van Kareem Abdul-Jabbar, slaagden de Lakers er niet in om nog een kampioenschap te winnen. Pas in 1979 konden ze, door de aankomst van Earvin "Magic" Johnson, nog eens een kampioenschap winnen door de Philadelphia 76ers te verslaan. Daarna domineerden de Lakers de jaren tachtig, waarin ze zeven keer de finale bereikten, waarvan er vier werden gewonnen. Zij waren ook de eerste ploeg na Boston (1969) om opeenvolgende kampioenstitels te behalen (1987 en 1988).
In 1991 behaalden ze nog de finale, maar voor de rest van de jaren negentig konden de Lakers geen vuist maken. Pas tijdens het seizoen 1999-2000 bereikten ze opnieuw de finale. Daarin toonden Shaquille O'Neal, Kobe Bryant en coach Phil Jackson dat ze samen een winnende combinatie zijn. Ze slaagden erin om drie opeenvolgende kampioenschappen te winnen. Nadat ze in 2003 een minder jaar kenden, werd de ploeg versterkt met Karl Malone en Gary Payton, maar werden in de finale gestopt door de Detroit Pistons.
De daaropvolgende zomer werd de ploeg uit elkaar gehaald. Persoonlijke conflicten tussen O'Neal en Bryant zorgden ervoor dat O'Neal naar de Miami Heat verhuisde. Malone stopte met spelen, Payton vertrok naar de Boston Celtics en Phil Jackson werd als trainer vervangen door Rudy Tomjanovich.
In het seizoen 2004-2005 leidde Bryant een jonge ploeg, maar het tekort aan ervaring van zijn medespelers zorgde ervoor dat de Lakers voor het eerst in 11 jaar de play-offs niet behaalden. In 2005 kwam Phil Jackson terug als hoofdtrainer. De fans hoopten dat hij de ploeg weer terug op het goede spoor kon zetten. Dat lukte behoorlijk. De Lakers halen de play-offs weer, maar worden in de eerste ronde net uitgeschakeld door titelfavoriet Phoenix Suns.

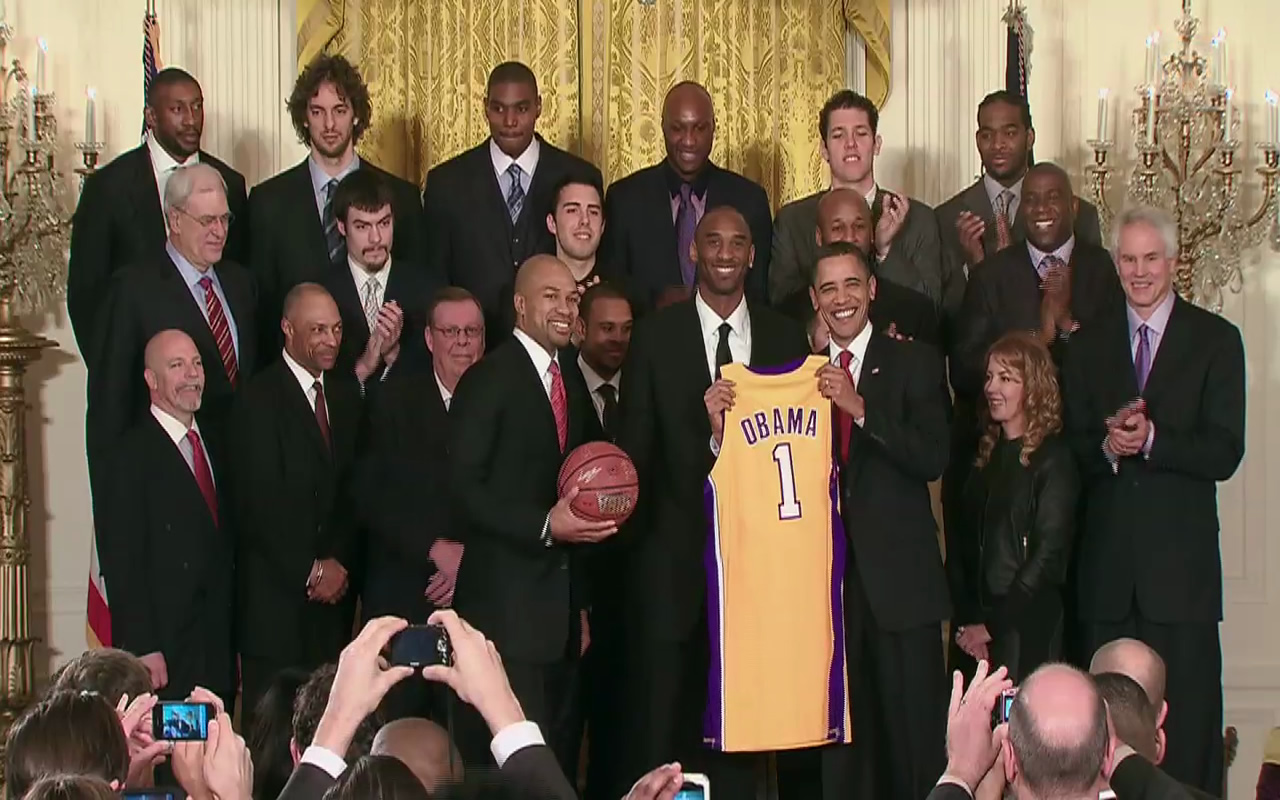
De Lakers met president Barack Obama na het kampioenschap in 2010

 Enkele jaren later, in het seizoen 2008-2009, begonnen de Lakers als titelfavoriet aan het seizoen, nadat het jaar ervoor van de Celtics was verloren in de finale. De Lakers maakten deze status als titelfavoriet waar met een goede start van het seizoen. Een plek in de play-offs kwam niet in gevaar. In de finale van de play-offs was Orlando Magic de tegenstander, maar de Lakers hadden het thuisvoordeel. Op 14 juni 2009 wonnen de Lakers voor de tweede keer in Orlando waarmee de eindstand op 4-1 was gebracht en de 15e titel een feit was. In 2010 werden de Lakers weer kampioen, door in de Finals te winnen van de Boston Celtics met 4-3. Het seizoen erop verliep dramatisch voor de Lakers, in de tweede ronde van de play-offs werd het team uitgeschakeld door de latere kampioen Dallas Mavericks. Dit was ook het laatste seizoen onder coach Phil Jackson. Na het seizoen werd bekendgemaakt dat Mike Brown de nieuwe coach zou worden. Brown coachte eerder al de Cleveland Cavaliers.
Na enkele minder succesvolle seizoenen veranderde er plots zeer veel bij de Los Angeles Lakers toen in 2018 LeBron James de beslissing maakte om het shirt van de Lakers aan te trekken. De club gooide het roer om en bouwde een team rond sterspeler James. Het eerste seizoen konden de Lakers de NBA-play-offs nog niet halen, het jaar erop wel. Op 12 oktober 2020 werden James en de Los Angeles Lakers kampioen. De zeventien titel in de clubgeschiedenis. LeBron James pakte zo zijn vierde NBA titel en werd de eerste speler ooit die vier NBA Finals MVP's met drie verschillende ploegen wist te behalen. In 2023 wonnen de Lakers de eerste editie om het NBA In-Season Tournament van de Indiana Pacers met 123-109.

## Bekende (oud-)spelers
- Kareem Abdul-Jabbar
- Elgin Baylor
- Kobe Bryant
- Wilt Chamberlain
- Anthony Davis
- Vlade Divac
- Pau Gasol
- Gail Goodrich
- Dwight Howard
- LeBron James
- Magic Johnson
- Karl Malone
- Didier Mbenga
- Bob McAdoo
- George Mikan
- Steve Nash
- Shaquille O'Neal
- Gary Payton
- Rajon Rondo
- Jerry West
- Jamaal Wilkes
- James Worthy
- Timofej Mozgov

## Erelijst
- NBA Champions  (17x): 1949, 1950, 1952, 1953, 1954, 1972, 1980, 1982, 1985, 1987, 1988, 2000, 2001, 2002, 2009, 2010, 2020

- Western Conference Champions  (19x): 1972, 1973, 1980, 1982, 1983, 1984, 1985, 1987, 1988, 1989, 1991, 2000, 2001, 2002, 2004, 2008, 2009, 2010, 2020

- Pacific Division Champions  (33x) : 1950, 1951, 1953, 1954, 1962, 1963, 1965, 1966, 1969, 1971, 1972, 1973, 1974, 1977, 1980, 1982, 1983, 1984, 1985, 1986, 1987, 1988, 1989, 1990, 2000, 2001, 2004, 2008, 2009, 2010, 2011, 2012, 2020

- NBA In-Season Tournament  (1x): 2023